# Blaine (Minnesota)
Blaine es una ciudad ubicada en el condado de Anoka en el estado estadounidense de Minnesota. En el Censo de 2010 tenía una población de 57186 habitantes y una densidad poblacional de 648,49 personas por km².

## Geografía
Blaine se encuentra ubicada en las coordenadas 45°10′14″N 93°12′22″O / 45.17056, -93.20611. Según la Oficina del Censo de los Estados Unidos, Blaine tiene una superficie total de 88.18 km², de la cual 87.66 km² corresponden a tierra firme y (0.59%) 0.52 km² es agua.

## Demografía
Según el censo de 2010, había 57186 personas residiendo en Blaine. La densidad de población era de 648,49 hab./km². De los 57186 habitantes, Blaine estaba compuesto por el 84.02% blancos, el 3.73% eran afroamericanos, el 0.53% eran amerindios, el 7.81% eran asiáticos, el 0.02% eran isleños del Pacífico, el 1.18% eran de otras razas y el 2.71% pertenecían a dos o más razas. Del total de la población el 3.22% eran hispanos o latinos de cualquier raza.